# Phaeotrichosphaeria minor
Phaeotrichosphaeria minor är en svampart som beskrevs av A.I. Romero & Carmarán 2003. Phaeotrichosphaeria minor ingår i släktet Phaeotrichosphaeria, ordningen kolkärnsvampar, klassen Sordariomycetes, divisionen sporsäcksvampar och riket svampar.   Inga underarter finns listade i Catalogue of Life.